# 格利泽693
格利泽693是一顆位於孔雀座光譜類型為M2的紅矮星和耀星，距離地球19.208光年。